# Röd jättegunnera
Röd jättegunnera (Gunnera tinctoria) är en gunneraväxtart som först beskrevs av Juan Ignacio Molina, och fick sitt nu gällande namn av Mirbel. Den röda jättegunneran ingår i släktet gunneror, och familjen gunneraväxter.

## Underarter
Arten delas in i följande underarter:
- G. t. meyeri
- G. t. valdiviensis

## Bildgalleri

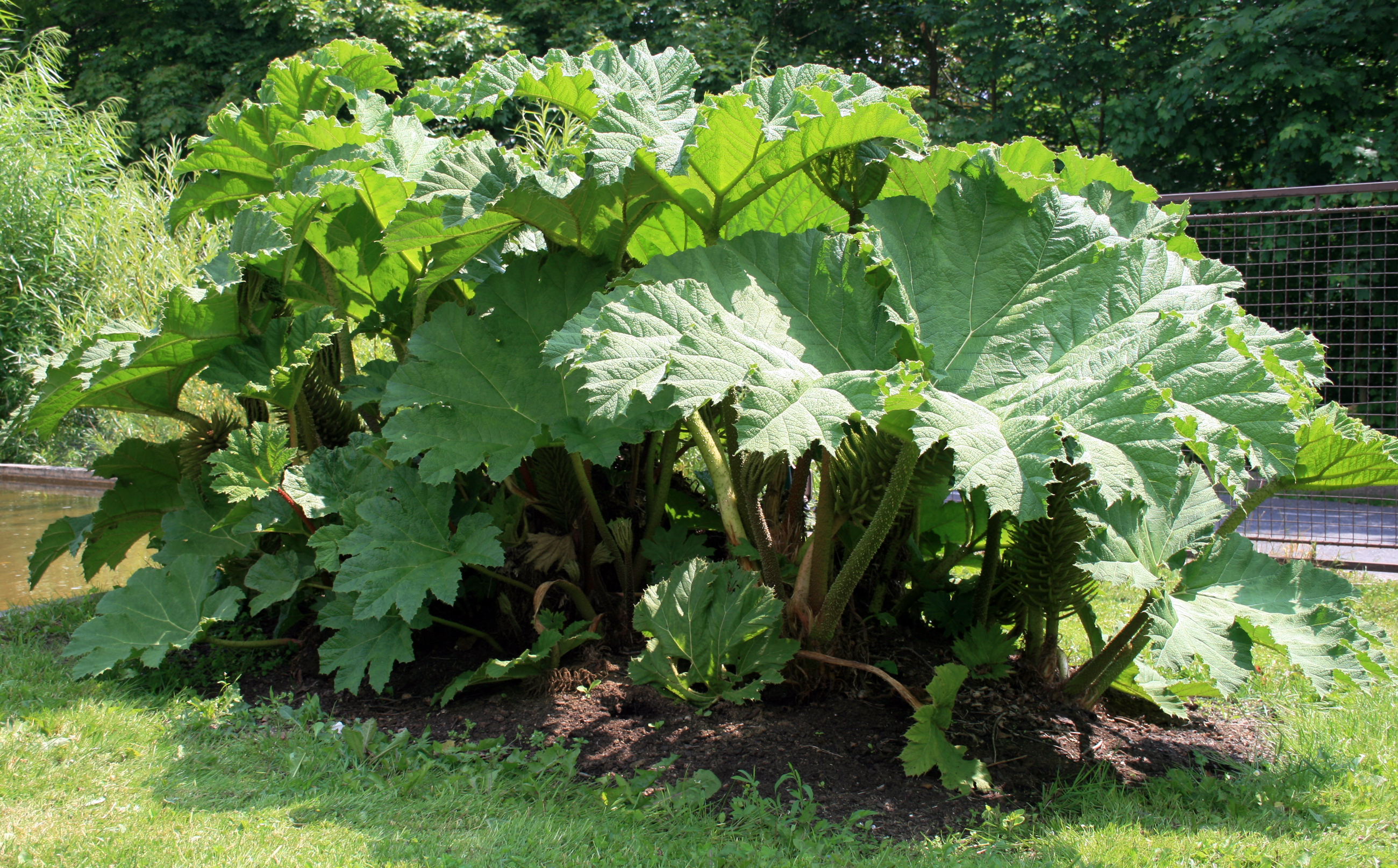
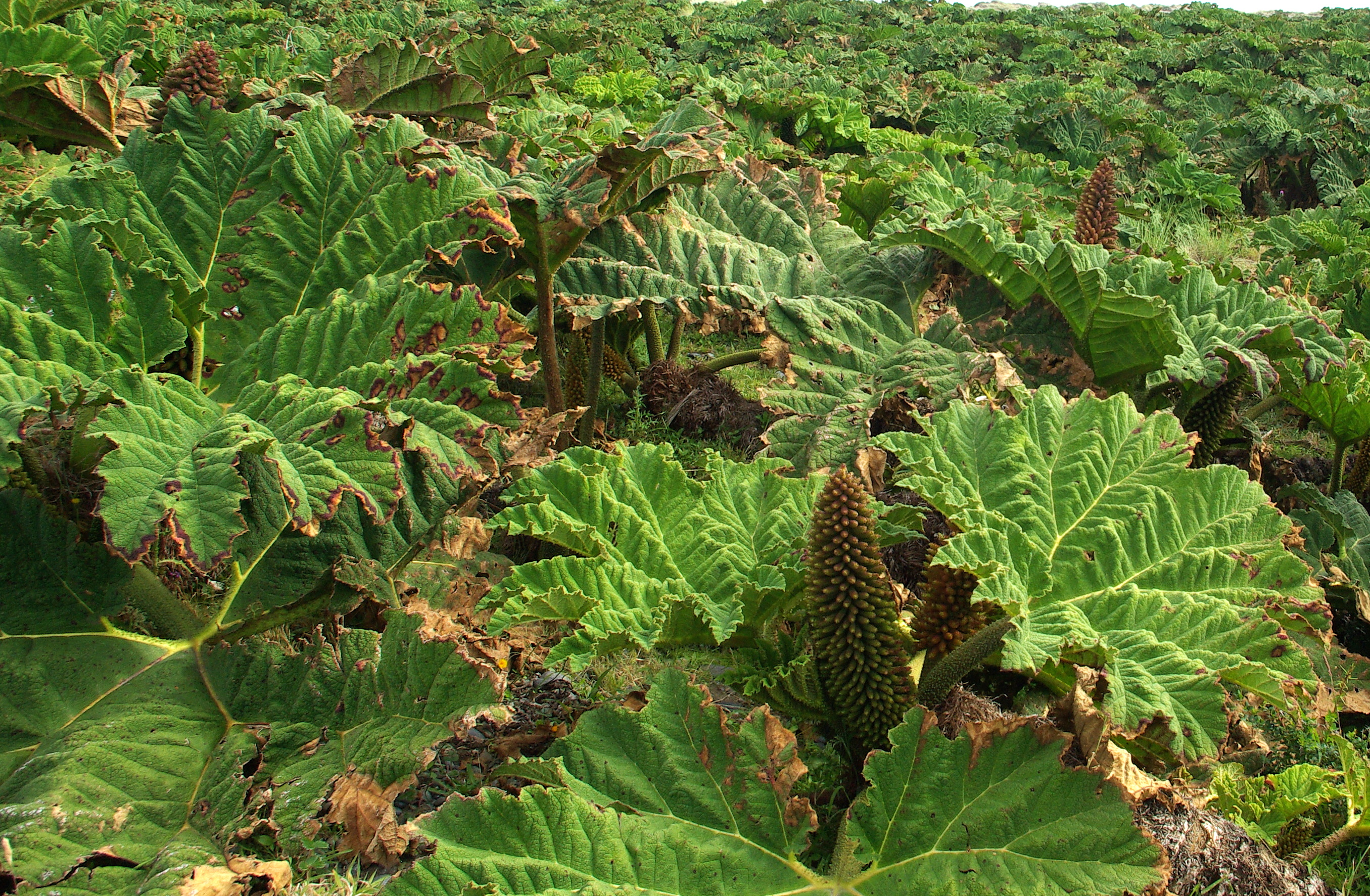
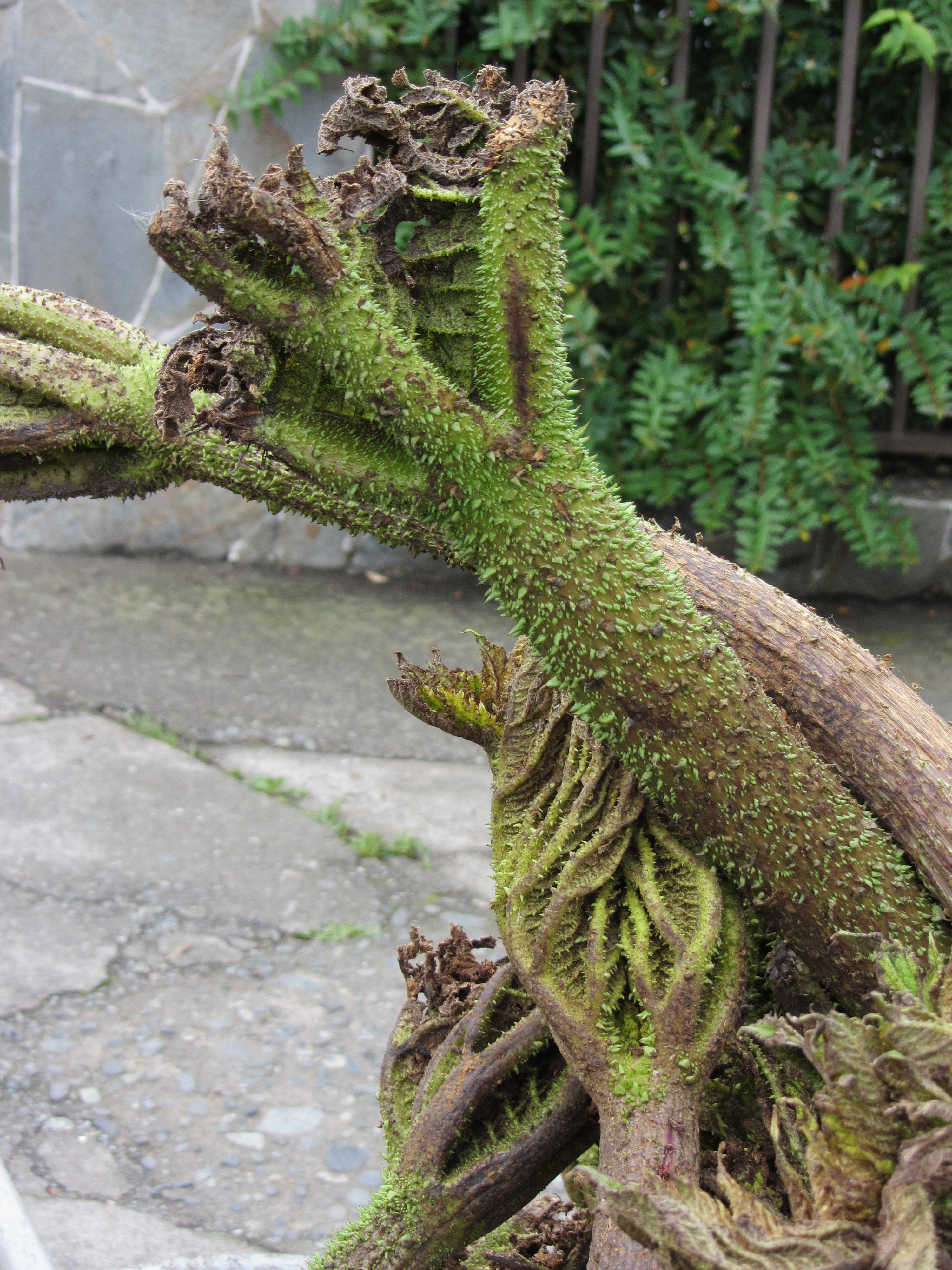
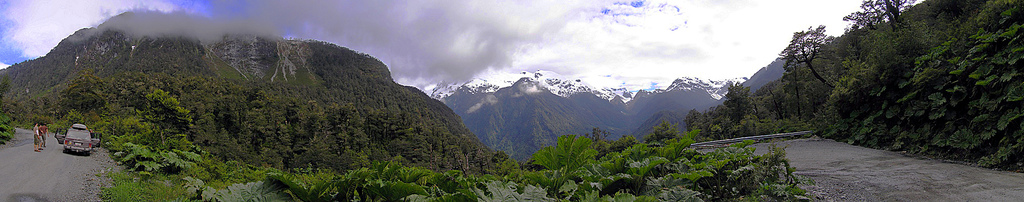
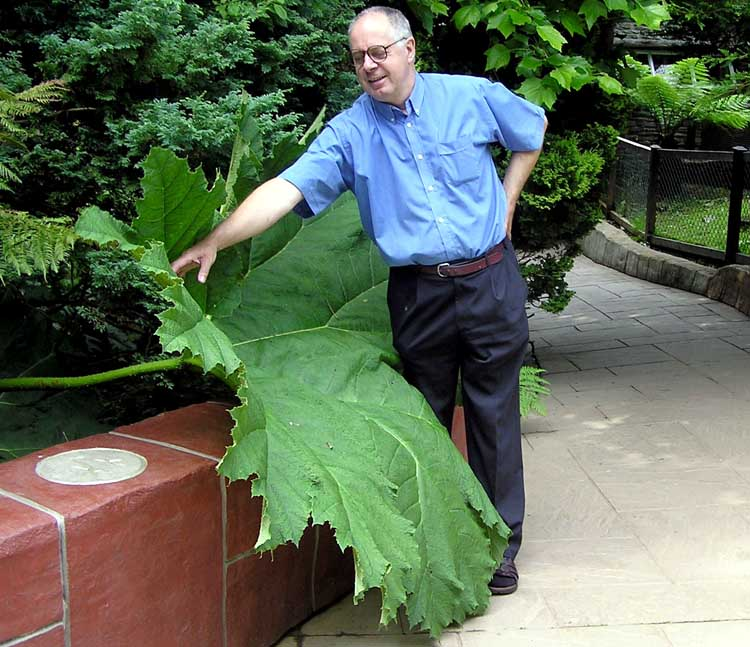
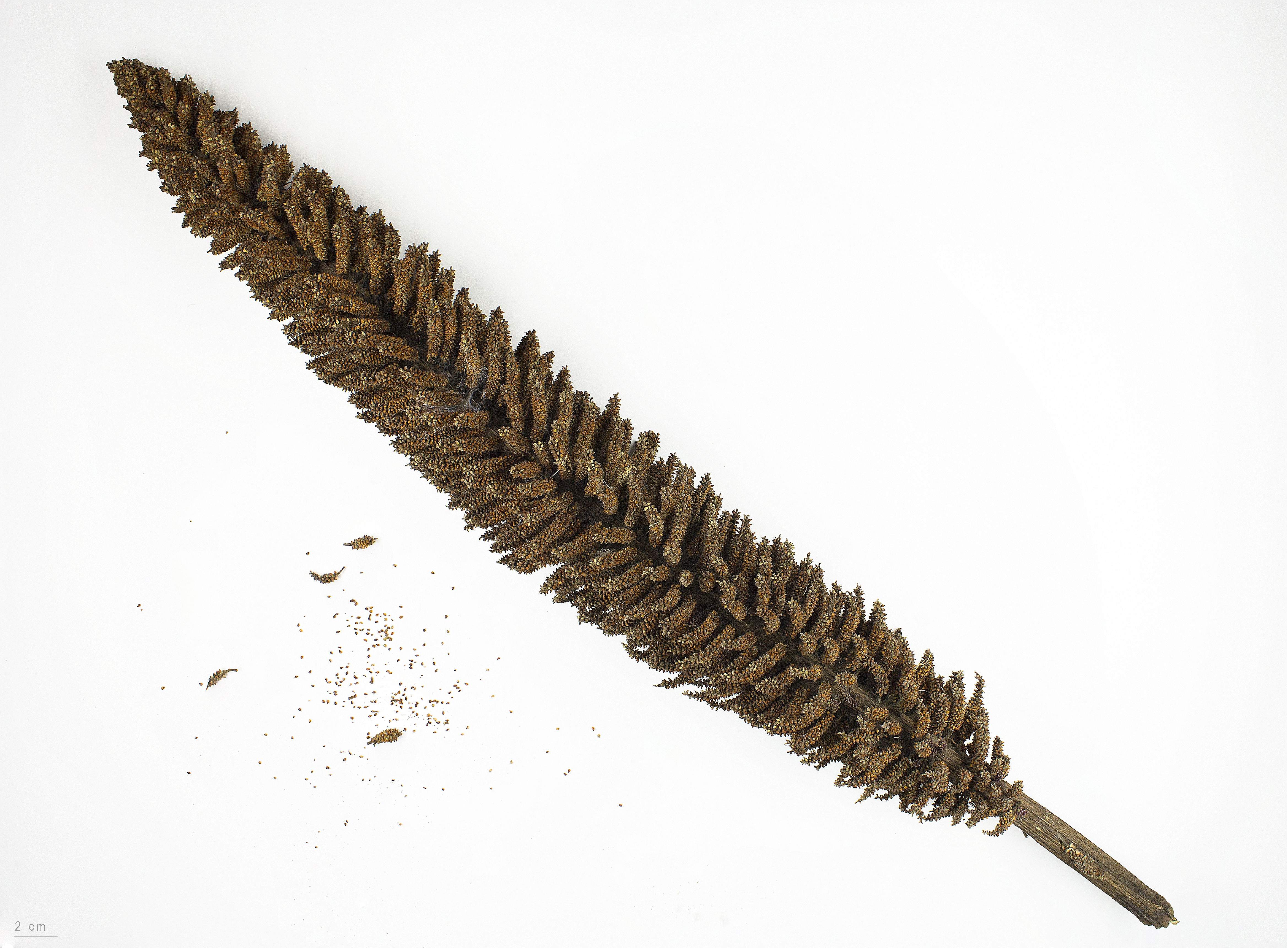
Gunnera tinctoria - Museum specimen